# Масоэро, Лукас
Лукас Габриэль Масоэро Маси (исп. Lucas Gabriel Masoero Masi; род. 1 февраля 1995, Мендоса) — аргентинский футболист, защитник румынского клуба «Университатя» (Клуж-Напока).

## Клубная карьера
Масоэро — воспитанник клуба «Индепендьенте Ривадавия». 8 июля 2015 года в матче против «Эстудиантес де Сан-Луис» он дебютировал в аргентинской Примере Насьональ. 24 июля в поединке против «Лос-Андес» Лукас забил свой первый гол за «Индепендьенте Ривадавия». Летом 2017 года в поисках игровой практики он перешёл в клуб Третьего дивизиона Аргентины «Депортиво Маипу», в составе которого отыграл сезон. Летом 2018 года Масоэро подписал контракт с пловдивским «Локомотивом». 22 сентября в матче против столичного «Септември» он дебютировал в чемпионате Болгарии. В составе клуба Масоэро дважды выиграл Кубок Болгарии. 22 ноября 2020 года в поединке против столичного ЦСКА Лукас забил свой первый гол за «Локомотив». В том же году он завоевал Суперкубок Болгарии.
Летом 2021 года Масоэро перешёл в российский «Нижний Новгород», подписав контракт на два года. 26 июля в матче против «Сочи» он дебютировал в РПЛ.
5 сентября 2023 года перешёл в румынский «Университатя» из города Клуж-Напока.

## Достижения
«Локомотив» (Пловдив)
- Обладатель Кубка Болгарии - 2018/2019, 2019/2020
- Обладатель Супекубка Болгарии - 2020